# جنگ سوئد و نروژ (۱۸۱۴)
جنگ سوئد–نروژ (سوئدی: Fälttåget mot Norge) ; (انگلیسی: Swedish–Norwegian War)؛ جنگی بود که در تابستان سال ۱۸۱۴ بین سوئد و نروژ بوقوع پیوست. بعد از این جنگ نروژ با سوئد متحد شد ولی قانون اساسی و پارلمان خود را حفظ کرد.

## پیمان کی یل(Kiel)
در اوایل سال ۱۸۱۲، قبل از حمله ناپلئون به روسیه، کارل شانزدهم شاهزاده سوئد در توافقی که با تزار اسکندر اول امضا کرد قرار شد که روسیه از حمله سوئد به نروژ حمایت می‌کند تا بتواند نیروهای نروژی و دانمارکی را به سمت شمال سوئد براند. با این حال، حمله سوئد به نروژ، شکست خورد و نیروهای سوئدی در اروپای مرکزی علیه فرانسه هدایت شدند. نیروهای سوئدی به دلیل توافق میان کارل ژان و دیپلماتهای انگلستان و پروس علیه نیروهای ناپلئون بکار گرفته شدند، نروژ پس از شکست فرانسه و متحدانش (دانمارک و نروژ) به سوئد واگذار شد.
با پیمان کی یل در ژانویه سال ۱۸۱۴، به دلیل هم پیمانی دانمارک و نروژ با فرانسه و شکست فرانسه در جنگ‌های ناپلئون، فردریک ششم پادشاه دانمارک و نروژ می‌بایست نروژ را به پادشاهی سوئد واگذار می‌کرد.

## مجلس مؤسسان نروژ
کریستیان فردریک شاهزاده دانمارک، وارث تخت و تاج پادشاهی دانمارک و نروژ، جنگ علیه فرانسه را رهبری کرد و خواستار تشکیل یک مجلس قانون اساسی شد. این اقدامات باعث شد که قانون اساسی ۱۷ مه تصویب شود و همچنین کریستیان فردریک نیز به عنوان پادشاه نروژ مستقل انتخاب گردد.
به عنوان رئیس دولت جدید، کریستیان فردریک به شدت سعی کرد که حمایت انگلستان یا هر یک از دیگر قدرت‌های بزرگ موجود در ائتلاف ششم را برای حفظ استقلال نروژ بدست بیاورد ولی کشورهای مورد نظر او از نروژ حمایت نکردند.

## ارتش
ارتش نروژ ۳۰۰۰۰ نیرو داشت و به دلیل ترسی که از تهاجم سوئد داشت دور از مرزهایش موضع گرفته بود. نیروی دریایی نروژ تعداد کمی کشتی داشت و بیشتر آنها در جزایر هوالر، در نزدیکی سوئد لنگر گرفته بودند.
ارتش سوئد از ۴۵۰۰۰ سرباز با تجربه و مجهز تشکیل شده بود. نیروی دریایی سوئد کشتی‌های بزرگ داشت و توان این را داشت که نیروهایش را بتواند برای فرود آمدن در سرزمین‌های دیگر منتقل کند.

## جنگ

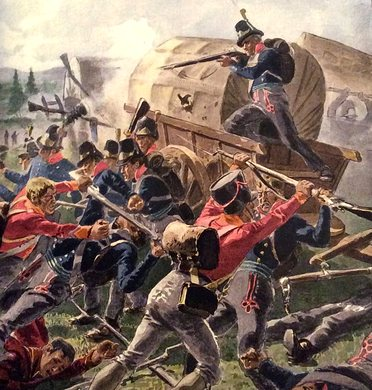
نبرد شدید در اسکوترود در حالی که فرمانده نروژی، آندریاس ساموئل کربس، نیروهای سوئدی کوچکتری را تحت رهبری کارل پونتوس گان محاصره کرده‌است، که به شدت در حال مبارزه برای خروج از محاصره هستند. این نبرد به عنوان؛ نبرد ماترند ۱۸۱۴

درگیری‌ها میان سوئد و نروژ در ۲۶ ژوئیه با جابجایی سریع نیروی دریایی سوئد علیه تفنگداران دریایی نروژی در جزایر هوالر شروع شد. ارتش نروژ تخلیه شد و کشتی‌ها توانستند فرار کنند، اما آنها در بقیه جنگ شرکت نکردند. تهاجم اصلی سوئد در مرز هالدن بود. آنها قلعه فردریکستاد را دور زدند و به سمت شمال رفتند. همزمان یک نیروی ۶۰۰۰ نفره دیگر در کارکروف در خارج از فردریکاستاد فرود آمد. این شهر در روز بعد محاصره شد. این شروع یک حمله گاز انبری علیه ارتش نروژ در شهر ریکاستاد بود.
در مقابل مرزهای کونگسینگر نیروهای طرفین با هم مساوی بودند و ارتش نروژ توانست پیشروی سوئدی‌ها به سوی شهر لی یر را در دوم اوت متوقف کند و در پنجم اوت نیز در شهر ماشتراند پیروزی بدست آورد. در سوم اوت، کریستیان فردریک به مرز اوستفولد رسید و با استفاده از ۶۰۰۰ سربازی که در راک استاد داشت علیه سوئد ضد حمله زد. دستور ضد حمله در پنجم اوت داده شد ولی چند ساعت بعد از صدور فرمان متوقف شد. نیروهای نروژی از طریق رودخانه گلوما بیرون کشیده شدند. آخرین نبرد سخت در نهم اوت بودکه در شهر لانگنس، جایی که نیروهای سوئدی بار دیگر به عقب رانده شدند، انجام شد. سربازان سوئدی سعی کردند خطوط نروژ را در هم بشکنند و این کار را در ۱۴ اوت در جنگ کیولبرگ انجام دادند. سوئدی‌ها راه را به سوی شهر کریستیانیا پایتخت نروژ باز کردند، امری که وضعیت را برای نروژی‌ها بی‌ثبات کرد.
اگر چه ارتش نروژ در لانگنز پیروز شد، ولی برای مقامات نظامی نروژی و سوئدی روشن بود که شکست اجتناب ناپذیر است. اگرچه نروژی‌ها توانسته بودند چند ضربه به نیروهای سوئدی بزنند و به آنها فشار بیاورند که نروژ را بعنوان یک حاکمیت مستقل به رسمیت بشناسد، ولی غیرممکن به نظر می‌رسید که بتوانند در بلند مدت آنها را متوقف کنند. پیشنهاد سوئد به مذاکرات به این ترتیب پذیرفته شد زیرا جنگ فشارهای سنگینی بر روی امور مالی نروژ گذاشته بود. هر روز تأخیر در تأمین امنیت نروژ توسط سوئد باعث ایجاد بی‌ثباتی برای هر دو طرف می‌شد به این دلیل آنها علاقه‌مند بودند که این جنگ هر چه سریع تر تمام شود.
برای هر سرباز معمولی نروژ این جنگ به نظر می‌رسید که خوب آماده نشده و خوب هم اداره نمی‌شود. اتهامات خسارات جنگی نروژ متوجه کریستیان فردریک و ژنرال هاگزتاوسن بود. این ژنرال به خیانت متهم شده بود. برای دولت نروژ بهتر این بود که از موقعیت ممکن برای چانه زنی استفاده کند چرا که نروژ حمایت قدرت‌های بزرگ را نداشت و به این دلیل حفظ استقلالش زیر خطر قرار می‌گرفت. اما پس از پیروزی در شهر لانگنس با موافقت به مذاکرات می‌توانست از محاصره شدن جلوگیری کند.

## نتیجه
در روز ۷ اوت برنادوت پیشنهاد آتش‌بس را ارائه کرد. این پیشنهاد شامل یک امتیاز بزرگ بود. برنادوت به نمایندگی از دولت سوئد، قانون اساسی را پذیرفت. در انجام این کار، او به‌طور غیرمستقیم هرگونه ادعایی مبنی بر اینکه نروژ یک استان سوئد است را رد کرد. مذاکرات در شهر ماس نروژ، در ۱۰ اوت ۱۸۱۴ آغاز شد و پس از چند روز مذاکره سخت، در ۱۴ اوت ۱۸۱۴یک توافقنامه آتش‌بس با عنوان کنوانسیون ماس امضا شد.
پادشاه کریستیان فردریک مجبور شد تا قدرت را رها کند، اما نروژ به‌طور اساسی مستقل در یک اتحاد شخصی با سوئد، تحت تسلط پادشاهی سوئد قرار گرفت و قانون اساسی آن با اصلاحاتی که در آن شد اجازه ورود به چنین اتحادی را داد.